# Kregor Hermet
Kregor Hermet (Tallin, Estonia, 9 de junio de 1997) es un jugador de baloncesto estonio. Juega de pívot, es internacional con la Selección de baloncesto de Estonia.

## Carrera deportiva
Es un pívot formado en el Audentese/Noortekoondis. En la temporada 2014-15, jugaría cedido en otro club estonio, en concreto el BC Kraft Mööbel/Kohila.
En 2016, llega a España con un contrato de formación para jugar en el CB Pardinyes de Liga EBA, pero acabaría la temporada disputando Liga LEB Oro en las filas del Actel Força Lleida, gracias al acuerdo de vinculación con el CB Pardinyes y del que el jugador estonio formaba parte. 
En verano de 2017, firmó un nuevo contrato por el Actel Força Lleida para jugar en el equipo catalán durante 3 temporadas. El pívot estonio ya había jugado la temporada 2016-17 durante 21 partidos de LEB Oro.

## Clubes
- Categorías inferiores del Audentese/Noortekoondis. (2013-2016)
- BC Kraft Mööbel/Kohila. (2014-2015)
- Força Lleida Club Esportiu. LEB Oro. (2016-2018)
- Tartu Ülikool/Rock (2018-2020)
- BC Kalev/Cramo (2020- )